# Guerra di Cipro
La guerra di Cipro del 1570-1573 o quarta guerra turco-veneziana è un conflitto combattuto tra l'Impero ottomano e la Repubblica di Venezia per il predominio nel Mediterraneo orientale, conclusosi con la conquista ottomana del Regno di Cipro, ma al contempo con la dimostrazione della avvenuta perdita della supremazia navale turca nella battaglia di Lepanto.

## Antefatto
Il nuovo sultano Selim II, salito al trono nel 1566, durante la campagna d'Ungheria delle guerre ottomano-asburgiche, aveva, tra i primi atti, deposto l'ultimo Duca dell'Arcipelago, Jacopo IV Crispo, vassallo della Repubblica di Venezia. Selim II era giovane ed ambizioso, con un evidente complesso di inferiorità verso suo padre (Solimano il Magnifico, uno dei più grandi sovrani ottomani di tutti i tempi); era anche omosessuale ed alcolizzato, fatti che politicamente lo indebolivano nei confronti del clero e degli arabi (che infatti erano in rivolta nello Yemen): aveva bisogno di una rapida campagna vittoriosa per risollevare le sorti del suo regno e non riusciva ad ottenere grandi vittorie nelle pianure ungheresi, centinaia di chilometri da Istanbul.
Selim II, affidato il controllo degli affari di stato al gran visir Sokollu Mehmet Paşa, era riuscito a concludere nel 1568 con l'imperatore Massimiliano II la vantaggiosa pace di Adrianopoli. Assicuratosi così il controllo dei Balcani, il sultano fu libero di rivolgere la propria attenzione su Cipro, il vasto e ricco possedimento veneziano situato a pochi chilometri dalle sue coste, che ben si prestava a garantire la via marittima per il pellegrinaggio a La Mecca e per il quale Venezia pagava un tributo annuo ai turchi di 8000 ducati.
Venezia, in pace armata coi Turchi sin dal 1540, al termine della terza guerra turco-veneziana, tentava di non dare pretesto a Selim per la guerra, ma il 13 gennaio 1570 il bailo di Costantinopoli, Marcantonio Barbaro, informò la Serenissima Signoria di essere venuto a sapere delle bellicose intenzioni del sultano.
In precedenza si era molto discusso (sia a Venezia che a Costantinopoli) di una possibile spedizione ottomana contro Grenada, in cui la minoranza islamica, insorta nel 1568-1569, stava subendo la vendetta spagnola, addirittura il balio Barbaro aveva cercato di corrompere in tal senso ministri, ammiragli ed imam, ottenendo non pochi successi in questa tattica che mirava a far scaricare la minaccia ottomana su una potenza non amica di Venezia. La Spagna era stata però informata dalle sue spie di questi maneggi, e ne aveva preso nota.
Il 28 marzo giunse a Venezia, accompagnato dal segretario veneziano Alvise Buonrizzo, Kubad, l'ambasciatore di Selim, recando la richiesta di consegna dell'isola, con il pretesto della sua passata appartenenza all'Islam oltre a quello, molto più concreto, che sull'isola andavano sovente a rifugiarsi corsari cristiani che i veneziani non potevano o non volevano catturare e consegnare (come da accordi) alla giustizia ottomana. La proposta venne seccamente rigettata ed iniziarono i preparativi di guerra: a Cipro, dove era luogotenente Nicolò Dandolo, venne inviato Giulio Savorgnan, esperto in fortificazioni mentre venivano dispensati dal partecipare all'elezione del nuovo Doge tutti quei magistrati che avessero avuto parte ai preparativi militari. Girolamo Zane, nominato Capitano Generale da Mar già nel 1566, aveva ricevuto il bastone di comando della flotta il giorno precedente, 27 marzo. A tutti i legni veneziani venne dato ordine di non lasciare i porti senza autorizzazione. Richieste di aiuto dal nuovo Doge Alvise I Mocenigo vennero inviate in tutta Europa, persino al Patriarca di Costantinopoli, perché istigasse con il suo clero la Morea alla rivolta, e allo Zar Ivan il Terribile perché attaccasse per via di terra.

## Il conflitto

### La flotta cristiana
La flotta veneziana, forte di cinquanta galee si mosse quindi su Zara il 3 aprile per attendere il resto delle galere armate a Venezia ed a Candia. Durante la lunga sosta a Zara scoppiò una terribile epidemia di tifo petecchiale che decimò le ciurme e che avrebbe condizionato anche in futuro la spedizione. Il 30 maggio fu ordinato allo Zane di puntare su Corfù dove avrebbe dovuto congiungersi con la flotta di Gianandrea Doria se questa vi fosse giunta in tempo. Il Capitano Generale da Mar dovette però attendere che tutte le galee fossero a disposizione e giunse a Corfù solo il 29 giugno, dove non v'era traccia del Doria.
Il 23 luglio la flotta veneziana si diresse verso oriente e, dopo aver fatto scalo a Cefalonia, Zante e Modone, giunse il 4 agosto a Candia. Gli ordini impartiti allo Zane imponevano di dirigersi subito verso Cipro, ma il capitano generale decise di aspettare di aver reintegrato tutti i rematori deceduti durante l'epidemia e di aver interzato la ciurma. Nel frattempo, il 6 agosto, Marcantonio Colonna era giunto ad Otranto con le 12 galee papali ed attendeva l'arrivo di Gianandrea Doria da Messina per salpare verso occidente.
Quest'ultimo però, non completamente convinto della bontà di tutta l'operazione, ritardava deliberatamente il ricongiungimento con il Colonna, che avvenne solo il 21 agosto. Il giorno seguente la flotta si diresse verso Creta ove giunse il 31 agosto. Nonostante i tentativi del Doria di mandare tutto a monte, accusando la flotta veneziana di essere in cattive condizioni, i cristiani salparono dal porto di Sitia nella notte fra il 17 ed il 18 settembre. Nei pressi di Castelrosso fu inviato Alvise Bembo in avanscoperta, il quale ritornò con la notizia che i turchi avevano espugnato Nicosia.
Questa notizia minò ulteriormente i fragili equilibri dell'alleanza e nel consiglio di guerra del 22 settembre i veneziani non furono in grado di imporre la prosecuzione della spedizione contro i turchi. La flotta si ritirò la sera stessa verso Creta e di lì verso l'Italia. In dicembre il governo veneziano accettò le dimissioni dello Zane che venne sostituito il 13 dicembre da Sebastiano Venier.

### L'invasione di Cipro

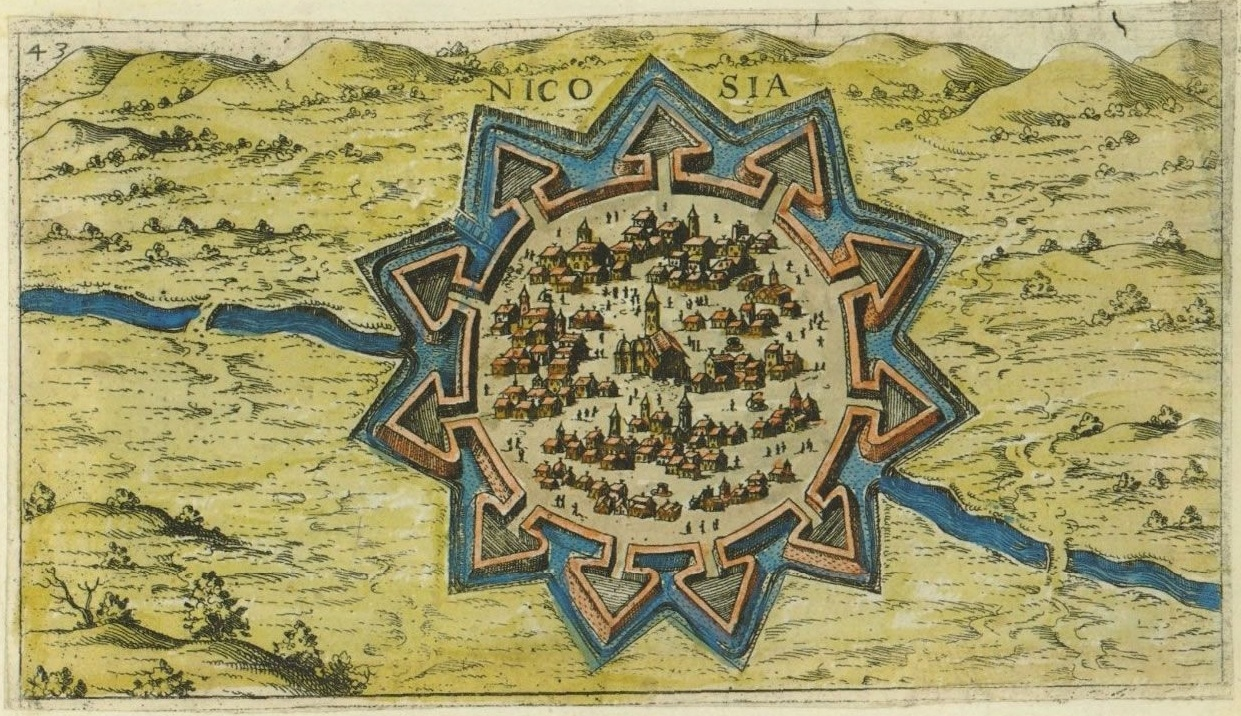
Una mappa di Nicosia.

Nel frattempo, il 1º luglio i Turchi, al comando di Lala Kara Mustafa Pascià, erano sbarcati in un'incursione a Limisso, seguita, il 3 luglio, dallo sbarco di una prima porzione dell'armata alle Saline, che non fu contrastata dai Veneziani per l'eccessiva prudenza del luogotenente Niccolò Dandolo, il quale preferiva aspettare i turchi a Nicosia piuttosto che affrontarli in campo aperto. La popolazione cipriota veniva concentrata nella difesa di Nicosia e Famagosta, mentre i borghi e le campagne circostanti avevano ordine di trasportare tutti i viveri nelle fortezze e di distruggere gli abitati non protetti per non lasciare ai Turchi nulla di cui servirsi, l'ordine non fu eseguito quasi da nessuna parte. Per punire la cittadina di Lescara, che, con esempio pericoloso, si era prontamente sottomessa ai Turchi, i Veneziani inviarono un contingente da Nicosia che, nottetempo, distrusse il paese dandolo alle fiamme. La popolazione cipriota era molto ostile ai veneziani e alla nobiltà crociata (di origine italo-francese) cattolica che, con l'appoggio dei veneti, sfruttava in maniera coloniale gli abitanti greco-ortodossi.

### L'assedio di Nicosia
I Turchi, dal canto loro, marciarono sulla capitale Nicosia, difesa da poche migliaia di soldati (1 000-1 500 mercenari italiani, circa 3 000 delle cernite, una milizia ben addestrata e circa 2 000 o poco più della milizia del popolo, mal armata, mal disposta verso i veneziani e mal addestrata) ed abitata da circa cinquantamila uomini, tra nativi e profughi, per la quale iniziarono l'assedio e il bombardamento. Oltre alla fanteria si era rifugiata nella città anche buona parte della nobiltà cipriota (circa 500 famiglie) che era tenuta a combattere come cavalleria armando i propri bravi come cavalleggeri (circa 1 000-1 500 uomini) e i cavalleggeri stradioti albanesi (400-600 uomini), un reparto d'élite (assieme agli schiavoni croato-dalmati) delle truppe veneziane.

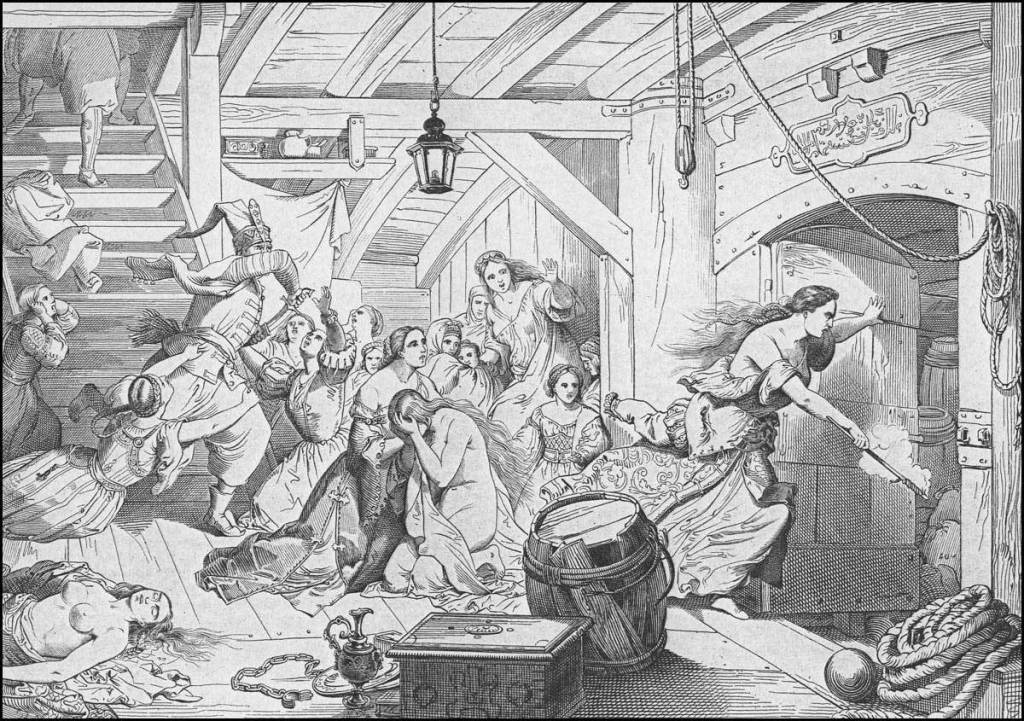
Giuseppe Gatteri 1570 Belisandra. Fra i prigionieri, anche giovani matrone veneziane fra le quali Belisandra Maraviglia che pur di non cadere in mano ai Turchi si fa saltare in aria nella nave che trasportava lo sfortunato carico umano.

Il 15 agosto la guarnigione di Nicosia attaccò i Turchi in una sortita, ma il mancato intervento della cavalleria stradiota (per un errore di comando) non permise di rompere l'accerchiamento della capitale. Nella notte i Turchi irruppero in città e il 16 agosto Nicosia era caduta: numerose migliaia di abitanti furono portati via come schiavi, inoltre la città non si era arresa ai patti e fu quindi applicato il duro diritto di guerra del XVI secolo. Seguirono in breve Limisso e Larnaca, arrese ai Turchi, così come si arresero molti castelli delle montagne a settentrione di Nicosia, ove non pochi nobili ciprioti accettarono la conversione all'islam per conservare i loro feudi come timurie.

### L'assedio di Famagosta
Il 22 agosto iniziò l'assedio di Famagosta, la guarnigione era composta, originariamente, da circa 2 200-3 800 fanti italiani (più qualche schiavone, corso e tedesco) mercenari, 800-1 600 delle cernide vecchie e almeno 3 000 (o forse addirittura il doppio) di fanti raccogliticci della città e del contado. Si aggiungevano a questi fanti alcune centinaia di stradioti albanesi (cavalleggeri), circa 300 fino a settembre, che furono rinforzati dalla fuga dei cavalleggeri stradioti e della nobiltà dopo la presa di Nicosia (almeno 200 se non 300 uomini in più, tutti veterani).
Il 26 gennaio 1571 giunsero a Famagosta 16 galee veneziane guidate da Marcantonio Querini, provveditore agli ordini del Venier, con viveri, rifornimenti e nuove truppe, circa 1 600 uomini. Un successivo convoglio, con a bordo circa 800 fanti arrivò in marzo. Il 1º agosto, però, Famagosta, ormai indifendibile, si arrese con l'assicurazione che la popolazione avrebbe potuto lasciare indenne la città.
Mustafà Pascià, però, avendo perso più di migliaia di uomini nell'assedio (le stime della consistenza dell'esercito turco impiegato nella guerra di Cipro sono molto imprecise e talvolta tendono al fantasioso) e, tra questi, il suo stesso figlio, non mantenne la parola e i veneziani vennero resi schiavi, per questo inaudito tradimento del diritto delle genti si parlò molto di alcuni casi di uccisione dei prigionieri turchi che si erano arresi sulle mura o nei fossati durante assalti falliti (ma l'uccisione dei prigionieri era pratica abbastanza comune durante gli assedi, specie se non si sapeva come nutrirli). Il 17 agosto, venerdì, il comandante della fortezza, il senatore Marcantonio Bragadin era stato scorticato vivo di fronte ad una folla esultante e la sua pelle, conciata e riempita di paglia, era stata innalzata come un manichino sulla galea di Mustafà Lala Pascià insieme alle teste di Astorre Baglioni, Alvise Martinengo e Gianantonio Querini, gli altri comandanti. I macabri trofei vennero quindi inviati a Costantinopoli, esposti nelle strade della capitale ottomana ed infine portati nella prigione degli schiavi.

### La Lega Santa
Il 2 luglio 1571, Venezia, il Papato e la Spagna siglarono un'alleanza contro i Turchi passata alla Storia come Lega Santa. Tutti i contraenti erano animati da scopi distinti: era interesse dell'impero spagnolo utilizzare la flotta per riconquistare la Tunisia e allontanare la minaccia dei corsari barbareschi da Napoli, Sicilia e Sardegna, oltre che dal sud della Spagna; il papa voleva animare una grande crociata ad oltranza verso il mediterraneo orientale; Venezia voleva riconquistare i propri possedimenti perduti e giungere alla svelta ad una pace di compromesso con l'Impero ottomano, suo maggiore partner commerciale. Le piccole potenze italiane cercavano solamente di mostrare la bandiera per questioni d'onore, ma erano sostanzialmente contrari a rischiare le loro galere in battaglia, così come anche gli spagnoli che concepivano la loro flotta più come strumento difensivo e destinato allo sbarco di eserciti in Nord Africa.

### La battaglia di Lepanto
La flotta della lega, riunitasi a Messina al comando di Don Giovanni d'Austria, contava 109 navi veneziane tra galee sottili, navi da carico, imbarcazioni minori e 6 potenti galeazze, 79 galee della Spagna, compresi i domini di Napoli e Sicilia e l'aiuto dei Savoia, appartenenti all'impero, 12 galee toscane noleggiate dal Papa, 28 galee genovesi e le forze maltesi degli Ospitalieri (4 galere grosse, i cavalieri di Malta avevano già subito due gravi sconfitte in scontri minori con i Turchi nell'anno precedente).
Giunta il 5 ottobre nel porto di Viscando, la flotta cristiana fu raggiunta dalla notizia della caduta di Famagosta e dell'orribile fine inflitta dai musulmani al Bragadin. Nonostante il maltempo le navi della Lega presero il mare verso Cefalonia, sostandovi brevemente, e giungendo, il 6 ottobre davanti al golfo di Patrasso, nella speranza di intercettare la potente flotta che i cristiani sapevano essergli stata opposta dagli Ottomani. Domenica 7 ottobre 1571, l'armata cristiana si scontrò con quella turca nelle acque di Lepanto: la furiosa battaglia, segnata dall'apparizione di una nuova arma, la galeazza, vide la fine (almeno momentanea) del predominio marittimo turco e la distruzione della flotta di Selim II; particolarmente gravi furono le perdite della fanteria di marina turca, un reparto altamente specializzato dei giannizzeri.
Anche la flotta cristiana conobbe però perdite notevoli. Il 18 ottobre, all'ora sesta, giunse a Venezia la fusta che recava la notizia della vittoria e le insegne catturate al nemico: vennero decretati sette giorni di festeggiamenti e intonato il Te Deum, come accadeva in tutte le città d'Europa all'arrivo della notizia.

### Il fallimento della Lega Santa
Il desiderio di Filippo II di non avvantaggiare troppo i Veneziani lasciò però la flotta della Lega inattiva, mentre gli Spagnoli si rifiutavano di attaccare le fortificazioni costiere di Corone, Modone e Lepanto. In tal proposito il gran visir Sokollu disse al bailo veneziano di Istanbul che i Veneziani si sarebbero potuti fidare più del Sultano che degli altri Stati europei: sarebbe stato sufficiente cedere al volere del Sultano, cioè cedere Cipro agli Ottomani.
Mentre la flotta alleata si scioglieva per svernare, Venezia, che nonostante tutto vedeva ancora chiaramente la minaccia turca, iniziò a fortificare la sua laguna contro eventuali incursioni nemiche. Selim II, infatti aveva già provveduto ad avviare l'allestimento di una nuova armata. In questo periodo la Dalmazia interna viene ripresa da Venezia, assieme a Brazza e Maina, che si erano consegnate nel maggio 1571.
Nel 1572 il nuovo Capitano Generale, Jacopo Soranzo, obbedendo agli ordini del Senato veneziano riprese le operazioni navali senza attendere il ricongiungimento della flotta alleata. Il 2 agosto gli si unirono però ugualmente le navi di Marcantonio Colonna e di Don Giovanni d'Austria, assieme alle quali la flotta giunse nelle acque di Igoumenitsa, scontrandosi il 16 settembre con l'armata turca, che poi ricoverò a Modone, mentre la flotta veneziana andava a stazionare a Navarino, sbarrandogli il passo del mare aperto. Il 2 ottobre, Don Giovanni sbarcò a terra 5 000 soldati guidati da Alessandro Farnese per catturare il castello di Navarino. Durante la notte salirono il ripido pendio fino al castello turco. Le truppe alleate fecero diversi tentativi per catturare il castello, ma la guarnigione fu rinforzata da distaccamenti di Modon e l'assedio finì con un fallimento, provocando la morte di 750 uomini. Don Giovanni e il Colonna, però, abbandonarono il 6 ottobre la posizione per cercare rifornimenti, costringendo anche i Veneziani ad abbandonare il blocco e ripiegare a Corfù.

## Epilogo
I negoziati di pace durarono oltre tre mesi e furono condotti dal Gran Visir Sokollu e Marcantonio Barbaro. Alla fine, il 7 marzo 1573, venne firmato a Costantinopoli il trattato di pace tra Venezia e l'Impero ottomano: Venezia rinunciava al possesso di Cipro ed alla fortezza di Sopotò ed avrebbe dovuto pagare un tributo tra i 1000 ed i 1500 ducati per il possesso di Zante oltre ad un indennizzo di guerra pari a 300 000 ducati.